# Julius Briganticus
Julius Briganticus (Iulius Briganticus) est un Batave qui commandait un détachement auxiliaire de cavalerie composé de mercenaires germaniques au service de l'Empire romain.

## Biographie
Il était le fils de la sœur de Caius Julius Civilis, le chef de la rébellion batave qui, selon Tacite, détestait son neveu. Le nomen Julius (Iulius) indique qu'il était un citoyen romain, citoyenneté octroyée sans doute à ses ancêtres par Jules César ou Auguste, tandis que le cognomen Briganticus indique que lui ou son père a gagné ce surnom lors de combats livrés contre les Brigantes, dans le nord la (Grande-)Bretagne.
En 69, lors de la guerre civile de l'année des quatre empereurs, Briganticus combattit pour l'empereur Othon avant de se rallier à Vitellius après la bataille de Placentia. Plus tard, il fut à la tête d'un régiment de cavalerie qui avait été formé par le nouvel empereur Vitellius, avant de se ranger aux côtés de Vespasien, proclamé empereur par les légions d'Orient.
Julius Briganticus trouvera la mort en luttant, sous les ordres de Quintus Petillius Cerialis, contre son oncle Civilis en Germanie inférieure, lors de la révolte des Bataves.
Son nom, Briganticus, dérive du gaulois *brigant- « éminent ».

## Sources primaires
- Tacite, Histoires